# Комплекс машинобудівний
Ко́мплекс (у машинобудуванні) — це два і більше розспецифікованих виробів, не з'єднаних на підприємстві-виробнику складальними операціями, але призначених для виконання взаємопов'язаних експлуатаційних функцій, наприклад автоматична лінія, цех-автомат, верстат з ЧПК з керувальними панелями тощо.
Ко́мплекс (техніка) — кілька розспецифікованих виробів, взаємопов'язаної призначеності, які не з'єднують між собою на підприємстві-виробнику.